# Pedro Manrique de Lara (nobile)
Pedro Manrique de Lara (seconda metà del XII secolo – gennaio 1202) è stato un nobile e capo militare della Casa di Lara, signore di Molina (1164-1202) e visconte di Narbona (1192-1202).
Sebbene abbia trascorso gran parte della sua carriera al servizio di Alfonso VIII di Castiglia, servì brevemente Ferdinando II di León (1185–86). Fu visconte di Narbona dal 1192. Fu uno dei più potenti nobili castigliani del suo tempo, e difese il Regno di Toledo e l'Estremadura dagli Almohadi. Combatté nell'ambito della Reconquista contro i mori a Cuenca, e contribuì alla rifondazione del monastero di Santa Maria di Huerta.
Pedro si sposò tre volte. Con il suo primo matrimonio, con una principessa navarrese,  forgiò una connessione con il lignaggio dell'eroe popolare El Cid, e gli studiosi hanno suggerito che il patrocinio di Pedro Manrique Lara si celi dietro l'epico Poema de mio Cid . La seconda moglie di Pedro era parente di Enrico II d'Inghilterra . Il matrimonio trans-pirenaico di Pedro spiega la sua adozione di sigilli per l'autenticazione di documenti; è il primo aristocratico spagnolo del quale sopravvive un esempio. Adottò anche lo stile " per grazia di Dio " per indicare la sua indipendenza nel governare la signoria di Molina, che ereditò da suo padre.

## Origine
Pedro, secondo il Nobiliario del Conde de Barcelos Don Pedro era figlio del primo signore di Molina de Aragón, Manrique Pérez de Lara e di Ermesinda di Narbona († 1177), figlia di Aimerico II di Narbona e sorella di Ermengarda. 

## Biografia
Pedro era il figlio maggiore ed erede di Manrique Pérez de Lara; secondo altri era il secondogenito, nato dopo il fratello, Aimerico Manrique de Lara.

I discendenti di Pedro adottarono il proprio patronimico, Manrique, come parte del loro cognome. Il patrimonio di Pedro era esteso, ma è ben noto agli storici quanto di esso sia stato ipotecato o venduto per profitto. Ciò aveva portato Pedro ad essere accusato di essere un poco capace amministratore delle proprie proprietà. Possedeva inoltre terre a Cogolludo .
Pedro apparve per la prima volta in un documento pubblico il 18 dicembre 1157. Il padre di Pedro morì nella battaglia di Huete nell'estate del 1164 e la sua signoria semi-indipendente di Molina fu ereditata dalla sua vedova, che prontamente investì metà di essa al suo figlio maggiore. Nel novembre 1164 Pedro governava il feudo orientale di Atienza, che suo padre aveva posseduto prima della sua morte. Risalente al 1 ° marzo 1165 è l'unico documento che cita Pedro come effettivamente governante di Lara, da cui la sua famiglia prese il nome.

### Primo matrimonio
La prima moglie di Pedro fu l' infanta Sancha Garcés, figlia di García Ramírez di Navarra e della sua seconda moglie, Urraca, figlia illegittima di Alfonso VII di León e Castiglia e della sua amante Gontrodo Pérez . Era quindi discendente da famiglie reali sia da parte paterna che materna ed era dunque una moglie di altissimo lignaggio per un seppur potente giovane nobile. Appare per la prima volta come sua moglie in una donazione alla fondazione dei Canonici regolari premostratensi a La Vid del 1165. Ciò presenta problemi, tuttavia, poiché il suo primo marito, Gastone V di Béarn, non morì fino al 1170. A maggio 1172, Pedro e suo fratello Manrique donarono la metà delle saline (Salinas) di Terzaga all'abbazia di Santa María de Huerta e all'abate Martín de Finojosa. Nel febbraio 1173 Manrique e Sancha donarono la metà rimanente in cambio di un cavallo. Ciò indica che il matrimonio dovette essere avvenuto qualche tempo dopo il febbraio 1172 e poiché Sancha non appare con il marito nella donazione del maggio 1172, probabilmente anche dopo quella data.
Sancha e Pedro ebbero tre figli: García, Aimerico e Nuño. Nuño, noto come Nuño Pérez II per distinguerlo dal suo prozio Nuño Pérez I, era ancora vivo nel 1228. Ricevette la tenuta di Bertabillo. Nuño Pérez I e Pedro Manrique condividevano la tutela del giovane Alfonso VIII prima che raggiungesse la maggiore età nel 1169. Lo storico britannico Richard A. Fletcher credeva che Manrique, vescovo di León dal 1181 al 1205, fosse un figlio di Pedro e Sancha, anche se è più probabile che fosse il fratello.
Sancha era una pronipote di Rodrigo Díaz de Vivar, chiamato El Cid. È stato ipotizzato che l'autore del Poema de mio Cid, forse Per Abbat, fosse patrocinato dalla famiglia Lara e che il Poema possa essere letto come un'opera di escarnho e mal dizer ("vergogna e maledizione") contro i nemici dei Lara, i Castros (rappresentati nell'epopea dagli Infantes de Carrión). La città di San Esteban de Gormaz, vicino a dove furono sconfitte e abbandonate le figlie del Cid, fu anche il luogo in cui i Lara, guidati dal padre di Pedro, nascosero il giovane Alfonso VIII nel 1163.

### Governatore della frontiera meridionale
Entro il 1 ° settembre 1166 Pedro divenne conte, la più alta dignità di cui un nobile castigliano del suo tempo poteva essere nominato dal re. Si chiamava regolarmente Dei gratia, " per grazia di Dio ", un uso raro per un nobile nella Spagna del XII secolo, forse preso in prestito dai suoi cugini occitani o catalani . C'è anche un esempio del suo uso della frase munere divino ("per divina misericordia"). Nel 1168 fu mandato a governare le tenenze di Osma e San Esteban de Gormaz nella Castiglia orientale. Il 4 ottobre di quell'anno fece una donazione alla chiesa parrocchiale di Molina.
Pedro era un mecenate dell'ordine militare dei Cavalieri di Calatrava . Fece la prima donazione per loro l'8 maggio 1169. Nel 1169 Pedro intervenne per arbitrare una disputa tra i coloni di Molina e l'Abbazia di Huerta riguardo ai confini del villaggio di Arandilla .
Nel giugno 1170 Pedro era il regolatore (o conduttore, tenens) del militare importante zona di frontiera di Extremadura . Il 5 novembre 1172 fu citato come governatore di Cabezón . Entro il 3 aprile 1173 Pedro governava il Regno di Toledo, la regione centrata sulla popolosa città di Toledo e confinante con al-Andalus a sud. Quell'anno, quando Alfonso VIII invase la Navarra fino a Pamplona, Pedro agì come mediatore tra il suo sovrano e il re di Navarra, Sancio VI, suo cognato. La guerra finì con un trattato in ottobre.
Nel 1177, Pedro prese parte all'assedio di Cuenca . Il 19 agosto, durante l'assedio, Cerebruno, arcivescovo di Toledo, acquistò le terre di Pedro ad Añover e Barcilés per 100 maravedíes . Le dimensioni e la raffinatezza della corte e della mesnada (esercito privato) di Pedro Manrique sono indicate dal suo impiego di un suo majordomo ( maiordomus ), Pedro Vidas, nel 1177.

### I sigilli
Il primo sigillo di cera aristocratico sopravvissuto dalla Spagna si trova appeso a un documento di Pedro datato 22 gennaio 1179. Dato che questa pratica era già attuale in Francia, è probabile che sia entrata in Spagna attraverso i collegamenti dei Lara con Narbonne ed era certamente influenzato da disegni occitani e catalani. Potrebbe essere stato realizzato già nel 1164, quando Pedro successe a suo padre nella signoria di Molina. Questo è l'unico esempio sopravvissuto del sigillo di Pedro e, sebbene fortemente consumato, la sua immagine è descrivibile così: 
 Il sigillo raffigura un cavaliere, protetto da un elmo conico e un lungo scudo a forma di aquilone, che monta un cavallo al galoppo e sta brandendo una lancia. Questo, senza ombra di dubbio, era il modo in cui il conte Pedro desiderava presentarsi al mondo: bellicoso, certo, inarrestabile; un vero nobile guerriero. 
 Il sigillo è a doppia faccia, entrambi i lati recanti raffigurazioni equestri di Pedro. Il dritto reca la leggenda appena percettibile "sigillo del conte Pedro", e la leggenda inversa e indiscernibile che sembra essere una frase o un motto. Questo sarebbe il primo dei soli tre esempi di sigilli personali della Spagna medievale con motti. La carta a cui era annesso pose il villaggio di Torralba de Ribota, che apparteneva alla chiesa madre di Calatayud dei Canoni del Santo Sepolcro in Spagna, sotto la protezione di Pedro Dei gratia, "per grazia di Dio conta ". Fu confermato nella città di Calatayud nel giorno di San Vincenzo nell'anno 1217 dell'era spagnola . L'identificazione con Pedro Manrique è sicura, poiché all'epoca non vi era né un altro conte chiamato Pedro in Castiglia né alcun altro con lo stile Dei gratia . Pedro fu a Torralba nel marzo del 1179. Il 20 marzo Pedro assistette Alfonso VIII nella posa della prima pietra dell'abbazia di Huerta.

### Rapporti con ordini religiosi
L'11 febbraio 1172 Pedro ricevette metà del villaggio di Beteta dalla Cattedrale di Santa María a Sigüenza in cambio del monastero di Santa María de Molina . Il 2 maggio Pedro fece una donazione al monastero cistercense di Sacramenia . Il 17 maggio fece un'altra donazione a una casa cistercense, questa volta l'Abbazia di Huerta. Anche se fece donazioni ai Praemonstratensians e ai Benedictines (il monastero di Arlanza in una data sconosciuta), i Cistercians erano il suo ordine monastico preferito. Lo storico cistercense Ángel Manrique nelle sue Annales Cistercienses (II, 429) considera Pedro e i suoi discendenti, i Manriques de Lara, come i "secondi fondatori" di Huerta a causa delle loro numerose benefici.
Il 26 giugno 1176 Pedro fece una donazione al clero regolare di Alcalech. Nell'ottobre 1176 fece una donazione apparentemente pia alla cattedrale di Sigüenza, per questa volta non ricevette nulla in cambio. Il 16 gennaio 1178 fece la sua seconda donazione alla parrocchia di Molina.
Il 1 ° gennaio 1181 Pedro e sua sorella María concessero il villaggio di Carabanchel, alla periferia di Madrid, a un certo Gonzalo Díaz e sua moglie Melisenda. Il villaggio era stato ipotecato per 100 maravedíes da Ermessinde di Narbonne. Più tardi quell'anno (28 giugno) Pedro impegnò 2.000 maravedíes per la costruzione di un monastero ad Arandilla, che era rimasto nella sua giurisdizione almeno dal 1169. Oltre ai soldi, Pedro non offrì solo terreno per l'edificio di un'abbazia, concesse anche ai monaci di Huerta (che dovevano costruirla) circa quattrocento pecore, quaranta mucche e dieci cavalle. Pedro ordinò anche che sarebbe stato seppellito ad Arandilla se i lavori al monastero non fossero stati completati al momento della sua morte e che il suo successore avrebbe donato altri 3000 maravedíes . Già il 14 marzo 1167 la madre di Pedro aveva tentato di fondare un monastero lì. Diede l'usufrutto delle sue tenute ad Arandilla ai monaci di Huerta per due anni in quella data, e promise loro anche alcune proprietà a Molina. Ermessinde impegnò ulteriormente 200 pezzi d'oro all'anno per l'erezione di un monastero ad Arandilla, offrendo persino di pagare lo stipendio del capomaestro che avrebbe supervisionato la sua costruzione.  Nessun monastero fu costruito ad Arandilla, né Pedro fu sepolto lì. Non è chiaro il motivo del fallimento del progetto.
L'11 marzo 1183, Pedro e suo figlio maggiore, García, fecero una donazione all'Ordine di Calatrava per il bene dell'anima della sua prima moglie, la madre di quest'ultima, l’infanta Sancha. Pedro, con sua sorella María, fece un'altra donazione a Calatrava lo stesso mese, lasciando andare il castello di Alcozar . Il 23 aprile fece un'altra pia donazione (di due case) alla Cattedrale di Santa María a Burgos . Qualche volta nel 1183 Pedro e María ipotecarono la loro proprietà congiunta del villaggio e del castello di Los Ausines al monastero di La Vid per 1.000 maravedíes .

### Membro della corte del regno di Léon e secondo matrimonio
Pedro governò per l'ultima volta Toledo nel maggio 1179. L'8 maggio 1181, infatti, risultava governatore di Hita . Il 28 giugno di quell'anno fece la terza donazione a Huerta. Sempre nel giugno del 1179 Pedro premiò uno dei suoi fedeli seguaci, García de Alberit, e la figlia Toda e il fratello Pascasio con terreni a Valtablado.
Pedro prese come sua seconda moglie Margaret (Margarita, Margerina). La coppia appare per la prima volta sposata in una carta redatta ad Angers e conservata nel cartulario di Llanthony Secunda, registrando il dono della sposa a una certa Margaret, parente di Enrico II d'Inghilterra, dal marito Petrus Dei gratia come de Lara . Le proprietà concesse erano Molmera (forse Molina), Andaluz, Agusino, Eles e Polvoranca . È datato "il decimo giorno di febbraio dell'era 1221" ( x kal ′ februarii Era (t) m cc xxi ), cioè il 23 gennaio 1183 secondo Evans, ma Church sostiene che fosse datato al 23 Gennaio degli anni 1184, 1185 o 1186. Questa carta è l'unica prova per confermare le origini di Margaret. Fecero un'altra donazione all'Ordine di Calatrava in cui la moglie di Pedro fu citata come "contessa (comitissa) Margaret" il 30 dicembre 1187 (o forse 1186). La coppia era ancora sposata il 17 novembre 1189, quando fecero un'altra donazione a Calatrava. Margaret non diede a Pedro figli che siano noti agli studiosi.
Il 27 gennaio 1185 Pedro fu testimone del suo primo statuto come membro della corte di Ferdinando II di León. L'11 febbraio fu nominato Majordomo, il più alto funzionario di corte. Questo titolo fu assunto da Pedro solo per poche settimane, poiché Ferdinando aveva riportato l'ex funzionario, Rodrigo López, in carica entro il 16 febbraio. A quel tempo, tuttavia, Pedro era stato nominato ad un posto lontano dalla corte: la grande e importante, seppur tranquilla, tenacia delle Asturie de Oviedo . Le sue tenute sono aumentarono costantemente durante tutto l'anno. Il 22 febbraio governava le "torri di León ", cioè la cittadella reale che controllava la capitale; entro il 6 luglio ricoprì la carica di governatore di Salamanca e Toro, quest'ultimo solo per breve tempo; e dal 26 settembre reggeva Ciudad Rodrigo, un'importante città nel sud del regno. Il 4 marzo 1186 Pedro fu designato come" vassallo del re Ferdinando" ( uassallo regis Fernandi ). C'è un riferimento isolato al suo governo di Babia in un documento del 16 marzo 1186. Continuò a governare le Asturie di Oviedo, Ciudad Rodrigo e Salamanca almeno fino al 5 maggio di quell'anno. Rimase in León ancora per un po', perché fu governatore sino al 21 maggio.
Il 29 gennaio 1187 Pedro fece una seconda donazione ad Alcalech (la sua prima era stata nel 1176). Dal 1188 al 1200 Pedro governava la regione di Cuenca . Dopo il 1190 Pedro non reggeva più Atienza. A partire da quell'anno governò Huete, dove suo padre era stato ucciso in battaglia. Il suo dominio durò almeno fino al 21 marzo 1198.

### Visconte di Narbona
Pedro era destinato a governare la città di Narbona, poiché sua zia, la viscontessa Ermengarde, era senza figli. Il fratello di Pedro, Aimerico Manrique de Lara, fu invitato a condividere il governo della città con Ermengarda, ma alla sua morte nel 1177 la viscontessa governò di nuovo da sola, almeno fino al 1184. In quell'anno l'abate di Fontfroide, l'abbazia dove fu sepolto Aimerico, donò la frazione di terreno all'arcivescovo di Narbona, Bernard Gaucelin . L'arcivescovo ha sollecitato una conferma di questa acquisizione di territorio all'interno del visconte da "Ermengarde, viscontessa di Narbona, e da te, il conte Pedro, e dai tuoi successori", il che suggerisce la presenza di Pedro Manrique a nord dei Pirenei e che sua zia aveva lo ha riconosciuto come il suo erede. La conferma fu debitamente ricevuta da Ermengarde, "per grazia di Dio, viscontessa di Narbona e del mio parente Pedro, dallo stesso conteggio di grazia". Ciò dimostra che dall'altra parte dei Pirenei Pedro continuò a modellarsi e ad essere definito come un conte, ciò come "Conte Pedro, visconte di Narbona".
Nel 1192, per l'abdicazione di sua zia (deceduta nel 1197), Pedro riuscì a diventare visconte di Narbona. Il 28 aprile 1194, "in considerazione del bene", nominò il suo secondo figlio, Aimerico, come suo erede, e potrebbe averlo investito della viscontea. Aimerico vi rimase a lungo, poiché non tornò in Castiglia fino alla morte di Pedro nel 1202. Oltre alla viscontea, Pedro ereditò anche la sovranità sui visconti di Béziers, che egli cedette a suo figlio nel 1194.

### Morte
Nell'aprile del 1199 Pedro si trovava a Huerta quando fu visitato da Alfonso VIII, occasione per la quale il Poem de mio Cid potrebbe essere stato recitato pubblicamente. Il 30 ottobre 1199 fece la sua seconda donazione a La Vid. Nel settembre del 1200 potrebbe essere stato presente ad Ariza quando Pietro II d'Aragona ricevette il castello locale da sua madre, Sancha.
L'ultima apparizione di Pedro avvenne l'11 dicembre 1201. Morì all'inizio del 1202 e fu sepolto nell'abbazia di Huerta, accanto alla sua prima moglie sotto il primo arco in pietra del chiostro, il 14 gennaio, secondo gli Anales toledanos primeros . Il 29 Luglio 1203 il monastero cistercense di Piedra ricevette proprietà concesse nelle ultime volontà di Pedro.
Anche se non viene più menzionata la seconda moglie di Pedro, Margherita, dopo la donazione congiunta a Calatrava il 17 novembre 1189, la sua terza e ultima moglie (e vedova), Mafalda, non viene menzionata se non dopo la sua morte, il 3 febbraio 1202, quando lei e il figlio maggiore di Pedro, Gonzalo, vendettero la loro tenuta a Tragacete al consiglio comunale di Cuenca per 4.000 maravedíes . Ebbe anche da Pedro un figlio di nome Rodrigo o Ruy, che negli anni 1190 si unì a suo padre alla corte reale e divenne sindaco merino . Divenne anche il signore di Montpesat.